# Temporada 1926-1927 del Liceu
| Temporada 1926-1927 del Liceu |                           |                    |                   | |           |                       |
| Òpera                         | Compositor                | Director musical   | Director d'escena | Papers principals | Producció | Dates                 |
| Borís Godunov                 | Modest Mússorgski         | Albert Coates      | Alexandre Sanine  | Alexandre Mozjoukine, Xenia Mohrenschildt, Maria Davidoff, Georges Pozemkowsky, Constantin Kaldanoff, Kapiton Zaporójets |           | 11 de novembre        |
| Francesca da Rimini           | Riccardo Zandonai         | Franco Paolantonio | Filippo Dadò      | Augusta Concato, Elena Lucci, Lydia Gorinska, Maria Landaida, Mercè Roca, Josefina Blanch, Sofia Vergé, Nino Piccaluga, Giuseppe Noto, Josep Jordà, Vicenç Gallofré, Michele Fiore, Conrad Giralt, Emili Bastons, August Gonzalo |           | 13 de novembre        |
| Carmen                        | Georges Bizet             | Franco Paolantonio | Filippo Dadò      | Miguel Fleta, Giuseppina Zinetti, Josep Segura Tallien, Lydia Gorinska, Elena Lucci, Mercè Roca, Josep Segura-Tallen, Michele Fiore, Josep Jordà, Vicenç Gallofré, Emili Bastons                                                 |           | 17 de novembre        |
| La Bohème                     | Giacomo Puccini           | Franco Paolantonio | Filippo Dadò      | Augusta Concato, Lydia Gorinska, Nino Piccaluga, Giuseppe Noto, Aníbal Vela, Michele Fiore, Josep Jordà, Conrad Giralt, Vicenç Gallofré, Emili Bastons                                                                           |           | 18 de novembre        |
| La ciutat invisible de Kitege | Nikolai Rimski-Kórsakov   | Albert Coates      | Alexandre Sanine  | Georges Pozemkowsky, Alexandre Wesselowsky, Kapiton Zaporójets, Constantin Kaidanoff, Georges Jurenieff, Maria Davidoff, Sandra Jakovleff                                                                                        |           | 20 de novembre        |
| L'africana                    | Giacomo Meyerbeer         | Franco Paolantonio | Filippo Dadò      | Hina Spani, Lydia Gorinska, Mercè Roca, Miguel Fleta, Giuseppe Noto, Aníbal Vela, Michele Fiore, Vicenç Gallofré, Conrad Giralt, August Gonzalo                                                                                  |           | 25 de novembre        |
| Orfeu i Eurídice              | Christoph Willibald Gluck | Franco Paolantonio | Filippo Dadò      | Giuseppina Zinetti, Lydia Gorinska, Mercè Roca |           | 30 de novembre        |
| El príncep Ígor               | Aleksandr Borodín         | Albert Coates      | Alexandre Sanine  | Maria Davydoff, Hélène Smirnova, Alexandre Wesselowsky, Ana Milich, Georges Jurenieff, Kapiton Zaporogetz, Constantin Kaidanoff, Simitch, Lavretzky,                                                                             |           | 2 de desembre         |
| La Favorita                   | Gaetano Donizetti         | Franco Paolantonio | Filippo Dadò      | Giuseppina Zinetti, Miguel Fleta, Mercè Roca, Riccardo Stracciari, Giulio Cirino, Vicenç Gallofré, Mercè Roca |           | 4, 7, 12 desembre     |
| Lohengrin                     | Richard Wagner            | Franco Paolantonio | Filippo Dadò      | Hina Spani, Giuseppina Zinetti, Miguel Fleta, Giulio Cirino, Apollo Granforte, Vicenç Gallofré |           | 14 de desembre        |
| La nit de maig                | Nikolai Rimski-Kórsakov   | Albert Coates      | Alexandre Sanine  | Maria Davydoff, Hélène Smirnova, Alexandre Wesselowsky, Constantin Kaidanoff, Georges Jurenieff, Antoniette Antonovitch |           | 15 de desembre        |
| Tosca                         | Giacomo Puccini           | Franco Paolantonio | Filippo Dadò      | Hina Spani, Miguel Fleta, Mercè Roca, Apollo Granforte, Conrad Giralt, Michele Fiore, Vicenç Gallofré, Emili Bastons |           | 17 de desembre        |
| La traviata                   | Giuseppe Verdi            | Franco Paolantonio | Filippo Dadò      | Gilda Dalla Rizza, Elena Lucci, Mercè Roca, Joan Nadal/Joseph Hislop, Riccardo Stracciari, Vicenç Gallofré, Conrad Giralt, Josep Jordà, Michele Fiore                                                                            |           | 18 de desembre        |
| Aida                          | Giuseppe Verdi            | Franco Paolantonio | Filippo Dadò      | Hina Spani, Giuseppina Zinetti, Nino Piccaluga, Apollo Granforte, Aníbal Vela, August Gonzalo, Michele Fiore |           | 25 de desembre        |
| Manon                         | Jules Massenet            | Franco Paolantonio | Filippo Dadò      | Gilda Dalla Rizza, Mercè Roca, Roberto d'Alessio, Aníbal Vela, Giulio Cirino, Vicenç Gallofré, Conrad Giralt, Josep Jordà, Emili Bastons, Granollers                                                                             |           | 30 de desembre        |
| Un ballo in maschera          | Giuseppe Verdi            | Franco Paolantonio | Filippo Dadò      | Hina Spani, Giuseppina Zinetti, Alessandro Bonci, Lydia Gorinska, Riccardo Stracciari, Aníbal Vela, Vicenç Gallofré, Conrad Giralt, Josep Jordà, Emili Bastons                                                                   |           | 30 desembre / 2 gener |
| El barber de Sevilla          | Gioachino Rossini         | Franco Paolantonio | Filippo Dadò      | Roberto D'Alessio, Michele Fiore, Ada Sari/Pilar Duamirg, Riccardo Stracciari, Giulio Cirino, August Gonzalo, Elena Lucci, Vicenç Gallofré                                                                                       |           | 5 de gener            |
| La espigadora                 | Facundo de la Viña        | Franco Paolantonio | Rafael Moragas    | Hina Spani, Josefina Blanch, Sofia Vergé, Joan Nadal, Aníbal Vela, Apollo Granforte |           | 12 de gener           |
| Madama Butterfly              | Giacomo Puccini           | Franco Paolantonio | Filippo Dadò      | Gilda Dalla Rizza, Elena Lucci, Joan Nadal, Josefina Blanch, Joan Nadal (13), Roberto D'Alessio (22), Maties Morro, Vicenç Gallofré, August Gonzalo, Conrad Giralt, Gabriel Granollers, Emili Bastons                            |           | 13, 22 gener          |
| Tristany i Isolda             | Richard Wagner            | Max von Schillings | Leopold Sachse    | Richard Schubert, Emanuel List, Lilly Hafgren, Joseph Schwarz/Joseph Groenen, Josep Jordà, Rosette Anday, Vicenç Gallofré, Conrad Giralt                                                                                         |           | 15 de gener           |
| Tosca                         | Giacomo Puccini           | Franco Paolantonio | Filippo Dadò      | Gilda Dalla Rizza, Roberto d'Alessio, Ricardo Stracciari, Conrad Giralt, Michele Fiore, Vicenç Gallofré, Emili Bastons |           | 16 de gener           |
| Die Walküre                   | Richard Wagner            | Max von Schillings | Leopold Sachse    | Richard Schubert, Emanuel List, Lilly Hafgren, Joseph Groenen, Maria Hussa, Rosette Anday, Mercè Roca, Sofia Vergé, Elena Lucci, Lydia Gorinska, Maria Landaida, Dolors Durand, Josefina Blanch                                  |           | 27 de gener           |
| Rigoletto                     | Giuseppe Verdi            | Franco Paolantonio | Filippo Dadò      | Roberto D'Alessio, Apollo Granforte, Maria Gentile, Aníbal Vela, Elena Lucci, Mercè Roca, Michele Fiore, Granollers, Vicenç Gallofré, Emili Bastons                                                                              |           | 29 gener i 2 febrer   |
| Les noces de Figaro           | Wolfgang Amadeus Mozart   | Julius Pruewer     | Otto Herdardt     | Maria Hussa, Lola Artot-Padilla, Elena Lucci, Rose Ader, Mercè Roca, Karl Renner, Apollo Granforte, Michele Fiore, Vicenç Gallofré, Conrad Giralt, Sofia Vergé, Josefina Blanch                                                  |           | 12 de febrer          |
| Tannhäuser                    | Richard Wagner            | Julius Pruewer     | Otto Herdardt     | Lilly Hafgren, Carlo M. Oehmann, Herbert Janssen, Emanuele List, Mercè Roca, Vicenç Gallofré, Conrad Giralt, Josep Jordà, August Gonzalo                                                                                         |           | 12 de febrer          |
| Marina                        | Emilio Arrieta            | Josep Sabater      | Rafael Moragas    | Miguel Fleta, Floria, Mercè Roca, Caballé, Gorgé, Emili Bastons |           | 22 de febrer          |